# Houtkerque
Houtkerque település Franciaországban, Nord megyében. Lakosainak száma 982 fő (2022. január 1.). Houtkerque Oost-Cappel, Winnezeele, Bambecque és Herzeele községekkel határos.

## Népesség
A település népességének változása:
| Lakosok száma | 1010 | 1017 | 1013 | 994  | 982  | 984  | 986  | 985  | 982  |
|               | 2013 | 2015 | 2016 | 2017 | 2018 | 2019 | 2020 | 2021 | 2022 |